# لواء المشاة الخامس (لبنان)
لواء المشاة الخامس هو لواء عسكري تابع للجيش اللبناني شارك في الحرب الأهلية اللبنانية، وقد أسس في يناير 1983.

## التأسيس
في أعقاب الغزو الإسرائيلي للبنان في يونيو - سبتمبر 1982، اقتنع الرئيس أمين الجميل، بأن وجود قوة دفاع وطنية قوية وموحدة شرطا أساسيا لإعادة بناء الأمة، وأعلن خططاً لتكوين جيش يضم 60 ألف رجل منظم في اثني عشر لواء (تم إنشاؤها من أفواج المشاة الحالية)، مدربين ومجهزين من قبل فرنسا والولايات المتحدة. في أواخر عام 1982، تمت إعادة تنظيم فوج المشاة الخامس وتوسيعه ليشمل لواء يضم 2000 مقاتل، معظمهم من المسيحيين الموارنة من جبل لبنان، وفي 1 يناير 1983 أصبح باسم لواء المشاة الخامس.

## الشعار
يتألف الشعار من طائر الفينيق، وهو طائر أسطوري يعمّر خمسة قرونٍ، على خلفية زرقاء سماوية، حاملاً الرقم (5) «خمسة» ينبعث من اللهب وفوقه عبارة «رمادي حياة للبنان»، وهو يرمز إلى التضحية والتجدد الذاتي.

## تاريخ القتال

### الحرب الأهلية اللبنانية
تحت أوامر العقيد كنان تمركز اللواء الخامس في ضاحية سن الفيل شرق بيروت في قضاء المتن كقوة احتياطية، وكانت مهمة اللواء الرئيسية خلال حرب الجبال تقديم الدعم لكتائب الجيش اللبناني الأخرى المنتشرة في منطقة بيروت الكبرى. وفي 6 فبراير 1984 قررت قيادة القوات المسلحة اللبنانية في منطقة بيروت الكبرى إرسال كتيبة المشاة 52 بدعم من سرب دبابات إم-113 المزودة بـ إم-48 باتون في مهمة دورية روتينية، وكان طريقها المخطط هو المرور عبر ضاحية الدورة والمتحف في كورنيش المزرعة، ومستشفى بربير في حي الأوزاعي وجسر كولا وحي الروشة السكني والتجاري.
نبهت هذه القوة العسكرية الكبيرة التي تدخل غرب بيروت - والتي أثارت الشكوك بشكل غير طبيعي كونها غير مناسبة لمهمة روتينية بسيطة - وقد فسرت قوات ميليشيا أمل هذه الخطوة بأنها محاولة متخفية للسيطرة على الضواحي الجنوبية الغربية للعاصمة بيروت التي يسيطر عليها الشيعة، وأصدرت قيادة أمل المنعزلة أمر «تعبئة عامة» في صفوف ميليشياتها، وبمجرد وصول دوريات الجيش اللبناني إلى «جسر فؤاد شهاب» بالقرب من مستشفى بربير تعرضت لكمين وأصيبت عدة دبابات في مقدمة الدورية بقذائف آر بي جي -7 المضادة للدبابات مما أدى إلى توقف تقدم الدورية بأكملها.
وخلال مصادمات فبراير/شباط 1986 في بيروت الغربية بين «ميليشيات أمل الشيعية» والجيش اللبناني، طُرد اللواء الخامس إلى بيروت الشرقية بعد أن رفض اللواء السادس الذي ينتمي أغلب جنوده إلى الشيعة المشاركة في القتال ضد حركة أمل، وفي عام 1987 نشرت وحدات اللواء الخامس في بلدة إستراتيجية في سوق الغرب لمنع مدفعية ميليشيا جيش التحرير الشعبي (PLA) من قصف العاصمة،  وبحلول أواخر الثمانينيات، أعتبر اللواء الخامس مواليًا لرئيس لبنان، لكن المراقبين اعتقدوا أنه إذا طُلب منهم محاربة ميليشيا مسيحية، فلن يشاركوا فيها،  وخلال الأيام الأخيرة من الحرب الأهلية، احتفظ اللواء الخامس بسوق الغرب حتى 13 أكتوبر 1990 عندما سيطر على الوحدة تحالف من PSP / جيش التحرير الشعبي، والقوات المسيحية اللبنانية - القيادة التنفيذية (LFEC) والحزب القومي السوري الاجتماعي (SSNP) ميليشيات وقوات الجيش السوري.

### سنوات ما بعد الحرب الأهلية 1990 حتى الآن
في نهاية الحرب في أكتوبر 1990 أُعيد دمج اللواء الخامس في هيكل القوات المسلحة اللبنانية.

## روابط خارجية
- Histoire militaire de l'armée libanaise de 1975 à 1990 (باللغة الفرنسية)
- الموقع الرسمي للقوات المسلحة اللبنانية
- دليل لبنان العسكري من GlobalSecurity.org
- وكالة المخابرات المركزية - كتاب حقائق العالم - لبنان نسخة محفوظة 26 ديسمبر 2020 على موقع واي باك مشين.
- مؤشر اعتراف الجيش بالمعدات العسكرية اللبنانية نسخة محفوظة 19 سبتمبر 2020 على موقع واي باك مشين.
- قوة النيران العالمية - القوة العسكرية اللبنانية
- الجيش اللبناني يحاول إعادة تسليح وتحديث نفسه
- قائمة الرغبات العسكرية اللبنانية 2008/2009 - New York Times
- MilitaryPhotos. نت، الجيش اللبناني
- MilitaryPhotos. نت، الجيش اللبناني